# 정창윤
정창윤(鄭昌允, 일본식 이름: 大山昌允)은 일제강점기의 승려이다.

## 생애
평양의 영명사와 평안남도 평원군의 법흥사는 본래 가까운 거리에 있는 독립된 본산이었으나, 1920년부터 본산 주지직을 통합했다. 정창윤은 1937년에 영명사와 법흥사 통합 주지로 뽑혀 조선총독부의 인가를 받았다.
1937년은 중일 전쟁이 발발한 해였다. 중일 전쟁 발발 직후부터 영명사와 법흥사에서는 일본군의 승리를 비는 시국 집회가 열렸고, 국방헌금과 일본군 위문금 모금도 시작되었다. 1938년 4월 1일의 중간 결산 결과에 따르면, 정창윤이 영흥사와 법흥사 본·말사에서 모금해 일본군에 헌납한 금액은 국방헌금 32원 30전과 위문금 50원이다.
두 사찰의 시국 행사와 국방헌금 모금은 계속되었고, 1940년에는 중앙교무원 이사로 선출된데 이어 영명사·법흥사 통합 주지로 재선되었다. 정창윤은 첫 임기 중 영명사의 재산을 크게 늘리고 포교와 교육에도 힘써 평남 지역의 불교 부흥에 큰 공을 세운 것으로 평가받았다.
1940년은 전쟁 중이었으나 황기 2600주년이라는 이유로 일본 도쿄에서 대대적인 기념 행사가 열렸다. 이때 정창윤은 조선 불교계 평안남도 대표로 이 행사에 참석했다. 중일 전쟁 2주년 기념 위문금과 조선 불교계 전체가 모금하여 일본군에 헌납할 전투기 대금 헌납 등으로 영명사와 법흥사의 전쟁 지원은 계속되었다.
정창윤은 1943년 영명사·법흥사 주지로 또다시 선출되어 세 번째 임기를 시작하였다. 1945년 8월 15일에 일본이 태평양 전쟁에서 패망하는 시점까지 이 절의 주지직을 맡고 있었으나, 이후 평양 지역에서 소군정이 시작되면서 소식을 알 수 없다.
민족문제연구소가 2008년 공개한 친일인명사전 수록예정자 명단 종교 부문에 선정되었다.

## 같이 보기
- 영명사
- 법흥사

## 참고 자료
- 임혜봉 (2005년 3월 1일). 〈정창윤 : 일제에 적극 협력한 친일 본산 주지〉. 《친일 승려 108인》. 서울: 청년사. 262~265쪽쪽. ISBN 9788972783848.